# 오스트리아의 마리아 카롤리나
오스트리아의 마리아 카롤리나(이탈리아어: Maria Carolina d'Asburgo-Lorena, 1752년 8월 13일 ~ 1814년 9월 8일)는 신성로마제국의 황제 프란츠 1세와 그의 아내 마리아 테레지아의 열세 번째 자녀로, 스페인 국왕 카를로스 3세의 아들인 페르디난도 1세와 결혼하여 나폴리 왕국과 시칠리아 왕국의 왕비가 되었다. 그녀는 자신과 같이 부르봉 일족과 정략결혼한 파르마 공작 부인 마리아 아말리아, 동생인 프랑스 왕비 마리아 안토니아와 매우 친하였다.

## 생애
1752년 8월 13일 오스트리아 빈 쇤브룬궁에서 프란츠 1세와 마리아 테레지아사이에서 태어나고 언니인 마리아 아말리아 여동생이자 차기 프랑스 왕비가 되는 마리아 안토니아하고 사이가 좋았으나 둘째 언니이자 모후에게 편애받은 마리아 크리스티나하고 사이가 나빴다.
원래는 루이 오귀스트하고 약혼했지만 페르디난도 1세 (양시칠리아)와 약혼했던 언니 마리아 요제파가 천연두로 요절해서 페르디난도 1세 (양시칠리아)와 1768년에 결혼하고 왕비에 책봉받고 1772년 6월 6일에 첫딸이자 조카 프란츠 2세에게 시집간 나폴리와 시칠리아의 마리아 테레지아를 낳았다.

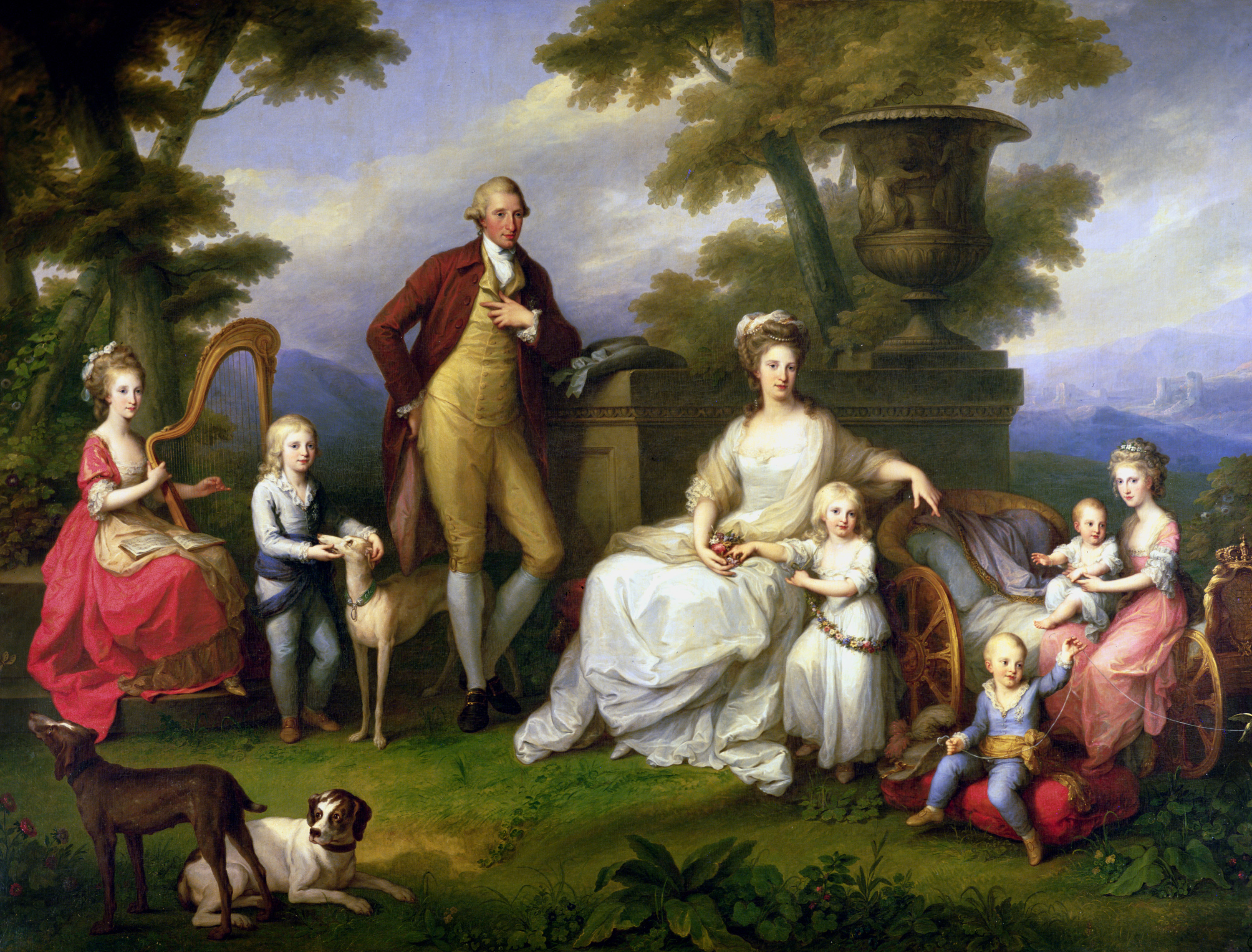
나폴리왕국의 가족들

## 자녀
마리아 카롤리나는 페르디난도 1세와의 사이에서 7남 11녀(총 18명)의 자녀가 있었다. 그중 12명의 자식이 요절하였으나, 살아남은 자식들은 프란체스코 1세, 아스투리아스 공작 부인 마리아 안토니아, 살레르노 공작 레오폴도를 제외하고는 모두 다른 나라의 군주 배우자가 된다.
| 이름                                   | 출생일           | 사망일           | 비고                                                                        |
| -------------------------------------- | ---------------- | ---------------- | --------------------------------------------------------------------------- |
| 오스트리아 황후 마리아 테레지아        | 1772년 6월 6일   | 1807년 4월 13일  | 프란츠 1세와 혼인.                                                          |
| 토스카나 대공비 마리아 루이사          | 1773년 7월 27일  | 1802년 9월 19일  | 페르디난도 3세와 혼인.                                                      |
| 카를로 왕자                            | 1775년 1월 6일   | 1778년 12월 17일 | 요절                                                                        |
| 마리아 안나 공주                       | 1775년 11월 23일 | 1780년 2월 22일  | 요절                                                                        |
| 프란체스코 1세                         | 1777년 8월 14일  | 1830년 11월 8일  | 오스트리아의 마리아 클레멘티나와 혼인. 스페인의 마리아 이사벨과 재혼.       |
| 사르데냐 왕비 마리아 크리스티나        | 1779년 1월 17일  | 1849년 3월 11일  | 카를로 펠릭스와 혼인.                                                       |
| 마리아 크리스티나 아말리에 공주        | 1779년 1월 17일  | 1783년 2월 26일  | 요절                                                                        |
| 젠나로 왕자                            | 1780년 4월 12일  | 1789년 1월 2일   | 요절                                                                        |
| 주세페 왕자                            | 1781년 6월 18일  | 1783년 2월 19일  | 요절                                                                        |
| 프랑스 왕비 마리아 아말리아            | 1782년 4월 26일  | 1866년 3월 24일  | 루이 필리프와 혼인.                                                         |
| 마리아 크리스티나 공주                 | 1783년 7월 19일  | 1783년 7월 19일  | 요절                                                                        |
| 아스투리아스 공작 부인 마리아 안토니아 | 1784년 12월 14일 | 1806년 5월 21일  | 아스투리아스 공작 인판테 페르난도와 혼인하였으나, 그가 왕이 되기 전에 사망. |
| 마리아 클로틸다 공주                   | 1786년 2월 18일  | 1792년 9월 10일  | 요절                                                                        |
| 마리아 엔리에타 공주                   | 1787년 7월 31일  | 1792년 9월 20일  | 요절                                                                        |
| 카를로 왕자                            | 1788년 8월 26일  | 1789년 2월 1일   | 요절                                                                        |
| 살레르노 공작 레오폴도                 | 1790년 7월 2일   | 1851년 3월 10일  | 오스트리아 여대공 클레멘티나와 혼인.                                        |
| 알베르토 왕자                          | 1792년 5월 2일   | 1798년 12월 25일 | 요절                                                                        |
| 마리아 이사벨 공주                     | 1793년 12월 2일  | 1801년 4월 23일  | 요절                                                                        |

| 전임 작센의 마리아 아말리아 | 나폴리 왕비 1768년 5월 12일~1799년 1월 23일 | 후임 파르테노페 공화국 |

| 전임 작센의 마리아 아말리아 | 시칠리아 왕비 1768년 5월 12일~1814년 9월 8일 | 후임 스페인의 마리아 이사벨 |

| 전임 파르테노페 공화국 | 나폴리 왕비 1799년 6월 13일~1806년 5월 30일 | 후임 줄리 클라리 |